# 康格埃耶姆
康格埃耶姆（Kangeyam），是印度泰米尔纳德邦Erode县的一个城镇。总人口28356（2001年）。

## 人口
该地2001年总人口28356人，其中男性14494人，女性13862人；0—6岁人口2642人，其中男1354人，女1288人；识字率69.59%，其中男性为77.76%，女性为61.04%。